# Мвамбутса I
Мвамбутса I Мбаріза — король Бурунді з 1767 до 1796 року. Його єдиним сином та спадкоємцем був Нтаре Рутаганзва Ругамба.